# Piper umbriculum
Piper umbriculum är en pepparväxtart som först beskrevs av José Cuatrecasas, och fick sitt nu gällande namn av M.A.Jaram. & Callejas. Piper umbriculum ingår i släktet Piper och familjen pepparväxter. Inga underarter finns listade i Catalogue of Life.